# Heinrich Niehaus
Heinrich Niehaus (* 30. September 1898 in Hörsten, Landkreis Bersenbrück; † 22. Februar 1977 in Bornheim bei Bonn) war ein deutscher Volkswirtschaftler und Hochschullehrer, der sich insbesondere mit Fragen der Agrarpolitik beschäftigte.

## Leben
Niehaus wurde als Sohn eines Heuermanns geboren. Er absolvierte nach dem Abitur ein Studium der Naturwissenschaften und Mathematik in Göttingen. Während seines Studiums wurde er 1918 Mitglied der Burschenschaft Frisia Göttingen. Sein Studium musste er aus wirtschaftlichen Gründen abbrechen. In den Jahren 1919 und 1920 war er in der Landwirtschaft tätig und leistete Dienst im Göttinger Zeitfreiwilligen-Bataillon. Dabei nahm er an der Niederschlagung des Ruhraufstandes teil. 1921 und 1922 war er als Volontär bei der Westfälischen Landeszeitung in Münster tätig und studierte nebenbei Volkswirtschaftslehre und Geschichte. Er wurde Schriftleiter beim Lüneburger Tageblatt. Von 1922 bis 1924 war er als Geschäftsführer des Kreislandbundes Bersenbrück tätig. Er veröffentlichte bereits in dieser Zeit grundlegende Arbeiten wie zum Beispiel mit Das Heuerleutesystem und die Heuerleutebewegung (1924) zum sogenannten Heuerlingswesen. 1929 schloss er seine Promotion zum Dr. phil. an der Friedrich-Wilhelms-Universität zu Berlin mit einer Dissertation bei Max Sering zum Thema Die landwirtschaftlichen Betriebsgrößen und ihre Mischung in ihrer betriebs- und volkswirtschaftlichen Bedeutung, dargelegt an den Verhältnissen im Fürstentum Osnabrück ab.
Danach war er zeitweise Mitarbeiter von Max Sering, dem Direktor des Deutschen Forschungsinstituts für Agrar- und Siedlungswesen in Berlin, ehe er eine Professur an der Universität Rostock annahm. Mitte der 1930er Jahre wurde er Direktor des dortigen Instituts für Agrar- und Siedlungswesen und behielt diese Funktion bis zu seiner Ablösung durch Asmus Petersen 1944.
1937 folgte eine weitere landwirtschaftliche Promotion an der Julius-Maximilians-Universität Würzburg mit einer Dissertation zum Thema Die Bedeutung des Kalziumsulfids in der Hochofenschlacke und sein Einfluß auf die Vegetation. Gemeinsam mit Friedrich Wilhelm Maier-Bode gab er ab 1947 die Hefte für Agrarwissenschaft und Agrarpolitik heraus.
Später wurde er Professor für Agrarpolitik und Volkswirtschaftslehre an der Rheinischen Friedrich-Wilhelms-Universität Bonn. Zugleich war er Direktor des dortigen Institutes für Agrarpolitik, Marktforschung und Wirtschaftssoziologie und gehörte zu den Gründungsmitgliedern der Deutsch-Taiwanesischen Gesellschaft.
Im November 1961 wurde er Nachfolger von Carl Troll Rektor der Rheinischen Friedrich-Wilhelms-Universität zu Bonn und hielt dort am 18. November 1961 seine Antrittsrede zum Thema Glanz und Elend der wissenschaftlichen Agrarpolitik. Das Amt des Rektors übernahm 1962 der Rechtswissenschaftler Hans Welzel.
In den 1960er Jahren befasste er sich auch mit der Agrarpolitik der Europäischen Wirtschaftsgemeinschaft (EWG).

## Veröffentlichungen
- Das Heuerleutesystem und die Heuerleutebewegung, Quakenbrück 1924
- Richtlinien zur Neugestaltung der Pachtverhältnisse, Quakenbrück 1924
- Landwirtschaftliche Selbstverwaltung im Pachtwesen, Quakenbrück 1925
- Örtliche Schiedsgerichte als wirtschaftlicher und sozialer Pachtschutz im Heuerleutewesen: Forderungen der Landbünde des Bezirks Osnabrück und der angrenzenden Kreise, Quakenbrück 1925
- Die landwirtschaftlichen Betriebsgrößen und ihre Mischung in ihrer betriebs- und volkswirtschaftlichen Bedeutung, dargelegt an den Verhältnissen im Fürstentum Osnabrück, Dissertation, Friedrich-Wilhelms-Universität zu Berlin, Langensalza 1929
- Die Bedeutung des Kalziumsulfids in der Hochofenschlacke und sein Einfluß auf die Vegetation, Dissertation, Julius-Maximilians-Universität Würzburg, Würzburg 1937
- Theorien, Vorschläge und Gesetze zur Agrarreform, Opladen 1947
- Der Bauer in der Wirtschafts- und Gesellschaftsordnung: Versuch einer agrarpolitischen Orientierung, Köln 1948
- Stellung und Aufgaben des Verbrauchers in der Ernährungswirtschaft, Frankfurt am Main 1956
- Agrarpolitik in der Sozialen Marktwirtschaft, Ludwigsburg 1956
- Leitbilder der Wirtschafts- und Agrarpolitik in der modernen Gesellschaft, Stuttgart 1957
- Probleme der Landwirtschaft in der industriellen Gesellschaft, Leverkusen 1959
- Gedanken und Bekenntnisse eines Agrarpolitikers: Gesammelte Aufsätze von Constantin von Dietze, Mitherausgeber Arthur Hanau u. Emil Woermann, Göttingen 1962
- Aktuelle Fragen der Agrarpolitik im Rahmen der europäischen Integration, Köln 1965
- Ergebnisse der amtlichen Angora-Leistungsprüfungen (ALP) im Bundesgebiet in den Jahren 1958–1963, Frankfurt am Main 1965
- Agrarstruktur und Marktstruktur in Nordrhein-Westfalen, Dortmund 1965
- Die Landwirtschaft unter den neuen Bedingungen der Standorte und Märkte: Entwicklungstendenzen und Orientierungshilfen, Mitautoren Paul Rintelen und Herbert Kötter, Bonn 1967
- Den Agrarpolitikern in's Gedächtnis: Wege und Irrwege der Agrarpolitik, Bonn 1976

## Hintergrundliteratur
- Theodor Dams (Hrsg.): Agrarpolitik in der EWG: Heinrich Niehaus zum 70. Geburtstag, München 1968
- Heinrich Niehaus, geboren am 30.09.1898, zum Gedächtnis, Schriftenreihe der Forschungsgesellschaft für Agrarpolitik und Agrarsoziologie, Bonn 1998